# Saltivska
Saltivska (ukrajinsky Салтівська) je druhá linka Charkovského metra, která se nachází v Charkově na Ukrajině.
Linka je po své celé délce podzemní s výjimkou nadjetí řeky Charkov po metromostu. Linka vede z severovýchodu do centra města a má dvě přestupní stanice Istoryčnyj muzej a Universytet.

## Historie
Linka byla otevřena 10. srpna 1984, poté se dále rozšiřovala o další úseky.
| Úsek                                  | Datum otevření | Délka   |
| ------------------------------------- | -------------- | ------- |
| Istoryčnyj muzej–Akademika Barabašova | 10. srpna 1984 | 6,7 km  |
| Akademika Pavlova–Herojiv Praci       | 24. října 1986 | 3,6 km  |
| Celkově:                              | 10 stanic      | 10,2 km |

## Stanice
- Istoryčnyj muzej
- Universytet
- Jaroslava Mudroho
- Kyjivska
- Akademika Barabašova
- Akademika Pavlova
- Studentska
- Herojiv Praci